# Zum Schäkespears Tag
Zum Schäkespears Tag ist eine Rede des 22-jährigen Johann Wolfgang von Goethe, die er am 14. Oktober 1771 anlässlich des Shakespeare-Tages in Frankfurt am Main in seinem Elternhaus vortrug; darin ehrt er den englischen Lyriker und Dramatiker William Shakespeare für sein Schaffen und drückt seine ganz persönliche Beziehung zu ihm aus. Sie gilt neben Herders Programmschrift Shakespear als wichtiges Dokument der Shakespeare-Begeisterung der Sturm-und-Drang-Zeit. Sie wurde zuerst 1854 aufgrund einer wahrscheinlich originalen Abschrift von Goethe in der Allgemeinen Monatsschrift für Wissenschaft und Literatur in Braunschweig abgedruckt.

## Textzusammenfassung
Goethe zufolge enthielten die Werke Shakespeares viele für den Sturm und Drang typische Merkmale. So breche Shakespeare mit den alten Regeln des klassischen Theaters. Die drei Einheiten des Ortes, der Zeit und der Handlung, die nach Aristoteles Prinzipien für den Aufbau von Dramen waren, seien nur Fesseln, die die freie Interpretation eines Werkes nicht zuließen. Diese seien bei Shakespeares Dramen richtigerweise nicht berücksichtigt worden.
„Ich zweifelte keinen Augenblick, dem regelmäßigen Theater zu entsagen. Es schien mir die Einheit des Orts so kerkermäßig ängstlich, die Einheiten der Handlung und der Zeit lästige Fesseln unsrer Einbildungskraft. Ich sprang in die freie Luft und fühlte erst, daß ich Hände und Füße hatte. Und jetzo, da ich sahe, wie viel Unrecht mir die Herrn der Regeln in ihrem Loch angetan haben, wieviel freie Seelen noch drinne sich krümmen, so wäre mir mein Herz geborsten, wenn ich ihnen nicht Fehde angekündigt hätte und nicht täglich suchte, ihre Türme zusammenzuschlagen.“
Auch sieht Goethe in den Werken Shakespeares den Kampf des Individuums gegen den Rest der Welt, eine Facette, die wegweisend für die Sturm-und-Drang-Zeit war. Der Begriff Genie sei ebenfalls auf Shakespeares Dramen anzuwenden. So gebe es eine Figur, die all die Eigenschaften eines Originalgenies besitze, eine Figur mit absoluter Schöpferkraft. Weiter sieht Goethe auch den Aspekt des Naturmenschen in Shakespeares Werken vorhanden. So ist der typische stürmerisch-drängerische Mensch eins mit der Natur bzw. dem, was man der idealisierten Natur zusprach; Regelfreiheit und Non-Konformität sind zwei wesentliche Schlagworte in dieser Hinsicht.

## Aspekte der Rede

### Shakespeares Besonderheiten nach Goethe
Nicht nur in Goethes Rede wird aufs Neue deutlich, dass William Shakespeare bzw. seine Werke einmalig für dessen Zeit waren und auch weiterhin kostbar für die Weltliteratur sind.
So vielfältig Goethes Begründung für seine Verehrung Shakespeares ist, so vielfältig war auch Shakespeares Schaffen.
Abgesehen davon, dass er historische Dramen wie König Johann schrieb, verfasste er auch Stücke zu zeitlosen Themen wie Liebe, Eifersucht oder Familienkonflikten. Das prominenteste Beispiel für eine tragische Sippenfeindschaft ist zweifelsohne das Liebesdrama Romeo und Julia, während in der Komödie Ein Sommernachtstraum die Irrungen und Verwechselungen innerhalb romantischer Beziehungen eher humorvoll, aber sehr lebensnah dargestellt werden. Daher beschreibt Goethe Shakespeares Werke auch als Raritätenkasten, in dem die Geschichte der Welt vor unsern Augen an dem unsichtbaren Faden der Zeit vorbeiwallt (Zeile 61/62).
Und ebendiese Nähe zum Leben, diese Authentizität ist das, was den Stürmer und Dränger Goethe von ihm überzeugt, war doch die Natur bzw. das natürliche Wesen des Menschen das Idealbild des Sturm und Drang (dazu Und ich rufe: Natur! Natur! Nichts so Natur als Shakespeares Menschen (Zeile 73) ).
Seine Illustration von Beziehungen, zwischenmenschlichen Probleme, Konflikten etc. sei dabei außerdem eine wahre Befreiung, vermöge Shakespeare laut Goethe doch das auf die Bühne zu bringen, [was] noch kein Philosoph gesehen und bestimmt hat (Zeile 64). Es sei der geheime Punkt, um den sich alle Stücke drehen [würden] (Zeile 64); keiner könne genau sagen, was einen bestimmten Sachverhalt denn nun ausmache, doch ist es durch Shakespeares Stücke für alle zu erkennen und zu begreifen.
In dieser Hinsicht gesteht Goethe allerdings auch ein, dass Shakespeare nicht der Erste war, der solche Themen auf die Bühne brachte (Ob Shakespeare die Ehre der Erfindung gehört, zweifl’ ich; […]) (Zeile 53). Doch viel wichtiger ist, dass Shakespeare es greifbar und verständlich machte und nicht, dass es in seinen Werken Premiere feierte.

### Shakespeares Relevanz für den Sturm und Drang
Beschäftigt man sich eingehend mit dem Text, so stößt man unweigerlich auf den geheimen Punkt, den Shakespeare in seinen Werken darstellen würde. Auf die Frage nach dessen Definition ließe sich in dreierlei Hinsicht antworten, da Goethe eben jene Aspekte in seinem Schaffen erkannte, die Shakespeares Werke für den Sturm und Drang so relevant machten. An oberster Stelle stand der Kampf des Individuums gegen seine Umwelt. Der kleine, hermetisch abgeschlossene Mikrokosmos des Bürgertums war jene Macht, aus denen die Literaten der Epoche bzw. ihre Charaktere auszubrechen versuchten und dabei zumeist scheiterten, da der Gang des Ganzen (Zeile 65) im Sinne eines reißenden Stromes zu stark war. Eben jenes Motiv findet Goethe in Shakespeare wieder (dazu […], in dem das Eigentümliche unsres Ichs, die prätendierte Freiheit unsres Wollens mit dem notwendigen Gang des Ganzen zusammenstößt) (Zeile 64–66). Als bekanntes Beispiel kann dabei erneut Romeo und Julia dienen: Mit ihrer unbedingten wie aussichtslosen Liebe kämpfen die beiden gegen die verhärteten Fronten ihrer Elternhäuser- und scheitern.
Der Bruch mit dem Alten – sei es in literarischer oder real gelebter Form – stellte ebenfalls einen wichtigen Bestandteil dieser epochalen Ideenlehre dar. Ich zweifelte keinen Augenblick, dem regelmäßigen Theater zu entsagen (Zeile 29) – so formulierte es Goethe, nachdem er gelesen hatte. Denn auch dieser unterschied sich in seinem Stil und mit seiner Thematik grundlegend von anderen zeitgenössischen wie klassischen Autoren. Er war also ein Regelbrecher im besten Sinne des Sturm und Drang.
Doch seine Rolle des Nonkonformisten unterstand seiner wohl grundlegendsten, aber auch logischsten Identität: Shakespeare war vor allem ein Schöpfer, ein Schaffer, der so viel Authentisches wie Fantastisches in seinen Werken verband. Goethe stellt zwar bitter fest, dass man ihn daher oft verkannte, allerdings liege das wohl eher daran, dass seine Größe nicht fassbar und verständlich war (Er wetteiferte mit dem Prometheus, bildete ihm Zug vor Zug seine Menschen nach, nur in kolossalischer Größe- darin liegt’s, dass wir unsre Brüder verkennen-, und dann belebte er sie alle mit dem Hauch seines Geistes, er redet aus allen, und man erkennt ihre Verwandtschaft) (Zeile 76–79). Festzuhalten bleibt aber, dass Shakespeare den Geniebegriff des Sturm und Drang verkörperte und somit ein Idealbild dieser Zeit war.

### Goethes persönliche Beziehung zu Shakespeare
Goethes Rede Zum Shakespeare Tag macht allem voran dessen Hochachtung gegenüber Shakespeare deutlich.
Allein die Tatsache, dass Goethe eine Rede zu Ehren Shakespeares schreibt, ist Beweis genug, dass er nicht bloß an Shakespeare und seinen Werken interessiert war, sondern in ihnen etwas Tieferes und über alle Maßen Bedeutsames sah.
Goethe fühlte sich nach eigener Aussage wie ein Blindgeborner, dem eine Wunderhand das Gesicht in einem Augenblicke schenkt (Zeile 24/25) und dessen Existenz um eine Unendlichkeit (Zeile 25/26) erweitert wurde. Er erkannte in Shakespeares Werken eine ihm bis dahin unbekannte Art, die Welt in all ihren Facetten darzustellen, denn es sei Shakespeare gelungen den geheimen Punkt (den noch kein Philosoph gesehen und bestimmt hat) (Zeile 63/64) zu erkennen und somit erstmals ein allumfassendes Bild der Welt zu erschaffen und die Grundfragen der Menschheit zu klären.
Überdies verkörpere Shakespeare für Goethe das Genie, das Ideal des Sturm und Drang, da er mit dem Althergebrachten, Regelkonformen breche  und etwas Neues schaffe. Nur durch diesen Bruch werde es möglich, wahre Genialität, wie sie Shakespeare besaß, zu erlangen und somit zum Schöpfer zu werden. Goethe schien in Shakespeare also seinen Meister gefunden zu haben, der ihn nicht bloß inspiriert, sondern geradezu erleuchtete.
Er ging sogar so weit, dass er Shakespeare all seine Ehrfurcht und gar Demut entgegenbrachte, denn mit seiner selbstaufgestellten Behauptung Hintendrein erkenn’ ich [Goethe], dass ich ein armer Sünder bin (Zeile 83/84), nachdem Goethe Shakespeares Werke gelesen hat ([…], denn es kommt manchmal vor, dass ich beim ersten Blick denke: Das hätt’ ich anders gemacht!) (Zeile 82/83) degradierte Goethe sein bisheriges Schaffen radikal und widersprach dem selbstbewussten Naturell, das man eigentlich von ihm kennt.
In dieser Hinsicht besteht auch das Erstaunliche an der Rede: Der große Goethe, der sich seines Könnens und seiner Position als Literat mehr als bewusst war, verbeugt sich vor einem Meister der vergangenen Tage. Damit beweist er nicht nur, dass seine Selbsteingenommenheit keinesfalls absolut war, sondern kehrt auch den leidenschaftlichen, begeisterungsfähigen und für den Sturm und Drang typischen Goethe nach außen.

## Goethes Leben nach denShakespeare’schen Idealen
Natur, Genie, Dramatik – auf diese drei Modelle lässt sich Goethes Bild von Shakespeare in extremer Form reduzieren. Es ist eine Sache, sich einen Meister und dessen Lehren auszuwählen, doch das Ausleben dieser vorbildhaften Normen ist etwas anderes. Doch es wird offensichtlich, wahrscheinlich ganz den Erwartungen entsprechend, dass Goethe die Ideale Shakespeares in sein Leben mit einwob.
Dramatik und Natur, also die Reinheit des menschlichen Charakters, ohne Grenzen von Gut zu Böse, ganz von Gefühlen geleitet, sind wegweisend für das Leben des jungen Goethe. Abgesehen davon, dass er sich in seinen Stoffen dramatischen Werken widmete, schien er auch seinen Alltag ganz dem Sturm und Drang unterworfen bzw. geöffnet haben. Er scherte sich nicht um die allgemein gesellschaftlich anerkannten Werte des 16. Jahrhunderts und fiel für sein scheinbar willkürliches Verhalten oft in Ungnade. Daher ist es wenig verwunderlich, dass er die Vorlagen für seine Dramen, besonders für Liebesgeschichten, aus seinem eigenen, wilden Leben schöpfte. Voll Tatendrang verreiste er oft, schloss sich einem Intellektuellenzirkel an und ließ sich von den verschiedenen literarischen wie philosophischen Strömungen der Epoche beeinflussen.
Ebenso wie es Shakespeare seiner Meinung nach tat, verkörperte auch Goethe das Genie des Sturm und Drang. Eines seiner berühmtesten Werke, Die Leiden des jungen Werthers, brachte er in nur vier Wochen aufs Papier, von Emotionen geleitet und von einem realen Vorfall inspiriert, ganz nach dem Vorbild des Sturm und Drang. Diese Geniehaftigkeit blieb nicht unbemerkt; Johann Christian Kestner, ein Freund Goethes, beschrieb ihn in einen Bericht als scharfsinnigen wie temperamentvollen, talentierten wie unvoreingenommenen und kreativen Menschen.